# Fusizás
A fusizás (fusi, fusimunka) a munkavállaló által a munkáltató engedélye nélkül végzett magáncélú munka. Jellemzően a munkáltató tulajdonában/használatában levő eszközök, anyagok, minták stb. felhasználásával, esetenként többen együttműködve végzik. A szó eredete valószínűleg a fuserál (szakszerűtlen, olcsó, rossz minőségű munkát végez) szóból származik.
Az egykori európai szocialista országokban, így Magyarországon és Lengyelországban is elterjedt volt. A Kádár-korszakban a fusizókat gyakran "üzemi szarkának", tehát tolvajnak minősítették és a jogi retorziókon túl állami- illetve pártvonalon  is küzdöttek a jelenség ellen.

„... meg kell említenünk Haraszti Miklós Darabbér című kötetét, amely annak idején külön fejezetet szentelt a fusi fogalmának. A fusinak mint kreatív menedéknek a szocializmus gyári kizsákmányolásából. A fusinak, amelynek lényege az emberi kreativitás, a helyzet ügyes kihasználása, a félrehajított, fölösleges dolgok újrahasznosítása. Kicsit tágasabban: egy saját szabadság, egy személyes magánvalóság létrehozása. A szocializmus idején ellenzékiként számon tartott Haraszti könyve előbb nyugati fordításokban jelent meg, és kiderült, a fusi szélesebb értelmű fogalma tőlünk nyugatra sem ismeretlen. Ott úgy hívják: System D. A francia système débrouille kifejezésből származó System D jelentéskörébe beletartozik a leleményesség, a hétköznapi túlélés, a szürkegazdaság, a feketézés minden inspiráló megnyilvánulása.”